# Endwertmethode
Die Endwertmethode ist ein Entscheidungsverfahren der klassischen dynamischen Investitionsrechnung, bei dem am Ende diejenige Handlungsalternative bevorzugt wird, die den höchsten (Vermögens)Endwert bringt. 
Als Endwert einer Investition wird dabei die Summe der Endwerte der einzelnen Zahlungsüberschüsse der untersuchten Investition betrachtet. Zur Bestimmung dieser Endwerte wird jeder einzelne Zahlungsüberschuss auf das Ende der Nutzungsdauer aufgezinst, wobei man zwischen einem Totalkalkül und einem Differenzkalkül (s. u.) unterscheidet: Während bei ersterem die Endwerte der Investition und ihrer Opportunität (Alternative ohne diese Investition) bestimmt und verglichen werden, wird bei letzterem (lediglich) der zusätzliche Endwert der Investition ermittelt.

## Beispiel
Zunächst sind die Endwerte für die Unternehmung mit der Investition (EWM) und ohne die Investition (EWO) zu berechnen. Für EWM gilt:
- {\displaystyle EW^{M}=-FK_{0}\cdot q^{n}+\sum _{t=1}^{n}{d_{t}\cdot q^{n-t}}}

Für den Endwert der Opportunität (d. h. Alternative ohne Investition) dagegen gilt:
- {\displaystyle EW^{O}=EK_{0}\cdot q^{n}}

Dabei sind
- n – Nutzungsdauer des Investitionsobjekts in Jahren
- i – Kalkulationszinsfuß und {\displaystyle q=1+i}
- FK0 – Fremdkapitalaufnahme zu Beginn der Investition (t=0)
- EK0 – Eingesetztes Eigenkapital zu Beginn der Investition (t=0)

Einzahlungsüberschuss (gegebenenfalls negativ) in Periode t
- {\displaystyle d_{t}=(EK_{0}+FK_{0})-a_{t}=a_{0}-a_{t}}

Dabei sind
- {\displaystyle a_{0}} – Rate zu Beginn des Jahres
- {\displaystyle a_{t}} – Rate am Ende des Jahres

## Endwertfaktor (EWF)
auch Rentenendwertfaktor (REF) genannt
- {\displaystyle EWF=((i+1)^{n}-1)/\ i}

Eine Investition ist positiv zu beurteilen, falls sie einen höheren Endwert aufweist als der Endwert ihrer Opportunität, etwa die Anlage der eigenen Mittel am Kapitalmarkt oder ihre Verwendung für ein anderes Projekt.
Die Rendite der Opportunität ist mit dem Kalkulationszinsfuß i bestimmt, so dass eine Investition nach dem Totalkalkül der Endwertmethode vorteilhaft ist, falls {\displaystyle EW^{M}>EW^{O}}.

## Differenz-Betrachtung
Der zusätzliche Endwert ΔEW (Delta EW) einer Investition ergibt sich als Differenz aus dem Endwert mit der Investition und dem Endwert ohne die Investition:
- {\displaystyle \Delta EW=EW^{M}-EW^{O}}

Dabei sind
- EK0 – Eigenkapital zu Beginn der Investition (t=0)
- FK0 – Fremdkapitalaufnahme zu Beginn der Investition (t=0)

Anschaffungsauszahlung a0
- {\displaystyle a_{0}=EK_{0}+FK_{0}}

Daher lässt sich eine Formel für ΔEW durch Einsetzen in die Gleichung und Umformen direkt angeben:
- {\displaystyle \Delta EW=-a_{0}\cdot q^{n}+\sum _{t=1}^{n}{d_{t}\cdot q^{n-t}}}

Eine Investition ist nach dem Differenzkalkül der Endwertmethode vorteilhaft, falls der zusätzliche Endwert ΔEW positiv ist.
Der zusätzliche Endwert lässt sich auch ermitteln, indem man den Kapitalwert (zusätzlicher Anfangswert) der Investition durch Multiplikation mit {\displaystyle (1+i)^{n}} auf das Ende der Investition aufzinst.